# عماد الحوت
عماد الحوت، طبيب جرّاح ونائب في البرلمان اللبناني، من مواليد بيروت في العام 1962. متزوج من مايا خليل تميم وأب خمسة أولاد.

## دراسته وعمله
درس الطب العام في جامعة القديس يوسف في لبنان، ثم أكمل دراسة جراحة العظام في جامعات باريس، فرنسا؛ وحاز على لقب أستاذ مساعد من الأكاديمية الباريسية، جامعة باريس الخامسة.
بالإضافة إلى ذلك نال دبلوم في الإدارة الصحية من الجامعة اليسوعية في بيروت ودبلوم في تنمية الموارد البشرية من باريس.
عمل أستاذا محاضرا في جامعة باريس الخامسة، وهو أستاذ محاضر في الجامعة اللبنانية. أشرف على العديد من أطروحات التخرّج في الجامعة اللبنانية، وهو عضو الجمعية الفرنسية لجراحة العظام.

## في النيابة
انتخب نائبا عن بيروت بعدما ترشّح ممثلا الجماعة الإسلامية في لبنان، وفاز بالمقعد النيابي في العام 2009.
- عضو لجنة الإدارة والعدل النيابية
- عضو لجنة الصحة والشؤون الاجتماعية النيابية
- عضو لجنة الصداقة البرلمانية اللبنانية - السويدية
- عضو لجنة اتحاد البرلمانات الإسلامية

## العضويات في الهيئات والجمعيات المحلية
- عضو سابق في المجلس الشرعي الإسلامي الأعلى.
- عضو الهيئة العامة لجمعية التربية الإسلامية المشرفة على مدارس الإيمان.
- رئيس جمعية الأمل للرعاية والتنمية الاجتماعية.
- رئيس مجلس إدارة المركز اللبناني للتنمية والتطوير.
- الرئيس السابق للجمعية الطبية الإسلامية في لبنان، والتي تشرف على 11 مركزاً صحياً.
- الرئيس السابق لتجمّع الإصلاح النقابي.
- المنسق العام لحملة «معاً من أجل مجتمع أفضل» والتي تعنى بالجانب الأخلاقي والقيمي في المجتمع.
- المنسق العام للهيئة الأهلية للإغاثة والطوارئ أثناء عدوان 2006 والتي ضمت أكثر من 15 جمعية ومؤسسة.
- رئيس دائرة التخطيط والتأهيل في الجماعة الإسلامية.
- عضو المكتب السياسي في الجماعة الإسلامية.

## العضويات في الهيئات والجمعيات العربية والدولية
- الأمين العام لملتقى العدالة والديمقراطية
- الأمين العام المساعد في اتحاد الأطباء العرب (عضو مراقب في جامعة الدول العربية).
- رئيس مجلس إدارة مركز الرائد للاستشارات والدراسات
- رئيس مؤتمر زراعة الأعضاء العربي – الشرق أوسطي.
- عضو مؤسس في اتحاد الأطباء العرب في أوروبا.
- عضو المكتب التنفيذي للاتحاد العالمي للجمعيات الطبية الإسلامية (والذي يضم ممثلين لـ 26 دولة) لمدة ثلاث سنوات.
- عضو المجلس الاستشاري لاتحاد المنظمات الإسلامية في فرنسا لمدة أربع سنوات.
- ممثل لبنان في المجلس الإسلامي العالمي للدعوة والإغاثة.
- مؤسس جمعية ابن سينا الطبية في فرنسا ورئيس الجمعية لمدة سبع سنوات.

## وصلات خارجية
- موقع النائب عماد الحوت على الشبكة
- سيرة عماد الحوت في موقع 14 آذار
- سيرته في موقع ويكي الإخوان